# Limnonectes nguyenorum
Limnonectes nguyenorum es una especie de anfibio anuro de la familia Dicroglossidae.

## Distribución geográfica
Esta especie es endémica de la provincia de Hà Giang en el norte de Vietnam. La localidad tipo es Cao Bo Township, distrito de Vi Xuyen, provincia de Ha Giang (22 ° 46 '27" N, 104 ° 52' 01 "E).

## Publicación original
- McLeod, Kurlbaum & Hoang, 2015: More of the same: a diminutive new species of the Limnonectes kuhlii complex from northern Vietnam (Anura: Dicroglossidae). Zootaxa, n.º 3947, p. 201–214.[3]